# Gerardo Carmine Gargiulo
una gita sul Po,
non è andare in America,
né in Unione Sovietica,
costa poco però, popopo, popopo»
(Una gita sul Po, Gerardo Carmine Gargiulo)
Gerardo Carmine Gargiulo (Solofra, 18 gennaio 1950) è un cantante e compositore italiano.

## Biografia
Appassionato di musica, inizia a suonare la chitarra, e con l'amico Vincenzo D'Alessio fondatore del gruppo beat I Naufraghi, inizia a suonare nei locali della sua regione. Terminata quest'esperienza, decide di emigrare a Milano (come racconterà anni dopo nella canzone L'espresso delle 21), dove riesce ad entrare in contatto con gli ambienti discografici, ed a firmare un contratto per la Ariston Records, dove ha la possibilità, oltre che di debuttare come cantautore nel dicembre del 1970, anche di scrivere canzoni per alcuni artisti della casa discografica, come Ornella Vanoni, Anna Identici, Giovanna o Rinaldo Ebasta, collaborando con altri autori come il maestro dell'Orchestra del Teatro alla Scala di Milano Corrado Conti, il cantautore Claudio Rocchi e Gianni Argenio.
Per la Ariston pubblica poi tre 45 giri, che gli fruttano le prime apparizioni televisive. Passa poi alla EMI, con cui incide solo un 45 giri, Napule more a cui collabora anche Tullio De Piscopo, dopodiché passa ad una nuova casa discografica, fondata dall'ex cantante dei Rokes Shel Shapiro e dai discografici Alessandro Colombini (con cui aveva già collaborato all'Ariston) e Silvio Crippa, con l'intenzione di scoprire nuovi talenti o valorizzare artisti che, pur avendo anni di esperienza, non avevano ancora raggiunto il successo come Ron, Enrico Ruggeri, Marco Ferradini ed è con questa casa discografica che Gerardo Carmine Gargiulo incide il primo LP. Il disco, prodotto da Alessandro Colombini (il produttore di Edoardo Bennato, Lucio Dalla, Antonello Venditti) intitolato Avellino Express, è un album che passa da canzoni intimiste a brani ironici, come Invidia che, inizialmente, viene scelta come canzone di punta ed è molto trasmessa dalle radio private: nel testo Gargiulo si rivolge all'eletta schiera dei suoi colleghi cantautori, raccontandone in maniera bonaria i difetti. Inciso agli Stone Castle Studios di Carimate, vede la presenza di musicisti come il jazzista Giancarlo Porro, il batterista Ellade Bandini, il chitarrista Andrea Sacchi e uno dei componenti dei Maxophone, il tastierista Roberto Giuliani. L'album ottiene un buon successo di pubblico e di critica.
Nel 1982 ha partecipato al Discoverde, la sezione riservata agli artisti emergenti di quell'edizione del Festivalbar, con una canzone tratta dall'album, Una gita sul Po: il brano riscuote un buon successo, e viene anche pubblicato su 45 giri (uscita non prevista al momento del lancio del 33). È ancora oggi sicuramente la sua canzone più nota insieme ad Avellino. Nello stesso anno Una gita sul Po è stata reinterpretata dal Quartetto Cetra nel corso della parodia La scoperta dell'America, in onda durante la trasmissione Il Bingoo su Antennatre.
Ha partecipato a due puntate della trasmissione Domenica in condotta da Pippo Baudo, nel mese di ottobre 1982 e nel mese di gennaio del 1983.
Nell'estate 1983 ha partecipato, in occasione del Meeting per l'amicizia fra i popoli, al concorso nazionale di musica leggera (prodotto e trasmesso dalla RAI) Un'isola da trovare, classificandosi al primo posto sempre col brano Una gita sul Po.
A causa della cessata attività della Spaghetti Records la sua attività nel mondo musicale subisce uno stop temporaneo e Gargiulo ne approfitta per concludere gli studi ed iniziare la professione di avvocato.
Riprende poi a scrivere canzoni negli anni '90, collaborando in alcune occasioni con Paolo Limiti con le canzoni Vi amo tutti e due e Vai da lei (sigla della trasmissione TV Alle due su Rai 1).
Nel 1990 partecipa alla trasmissione Rai Uno mattina presentata da Livia Azzariti in cui presenta i suoi brani di successo da cantautore e quelli scritti per altri artisti (Julio Iglesias, Ornella Vanoni, Peppino di Capri e altri).
Nello stesso anno collabora con Toto Cutugno nell'album Com'è difficile essere uomini  con la canzone Stasera parliamo di donne.
Nel 1991 partecipa al Festival di Sanremo nella categoria Sanremo Folies presentato da Salvatore Martino e Simona Tagli con il brano Non siamo mica eterni.
Nel 2011 sono usciti due suoi singoli, di chiaro stampo ironico: Hanno fatto il colpo di Stato e Tutto è politica. Il suo brano Me ne vado in Canadà è stato usato dagli operai Fiat di Pomigliano e Mirafiori, come coro di scherno per Sergio Marchionne.
Nel settembre 2012 ha pubblicato l'album Miti & Tabù con l'etichetta Lucky Planets a cui hanno collaborato musicisti di valore tra cui anche il jazzista Giancarlo Porro. L'album contiene 14 canzoni nonché una riedizione in chiave blues di Una gita sul Po.
Ha scritto e interpretato l'inno ufficiale dell'Avellino calcio L'Avellino siamo noi ...Di padre in figlio presentato allo stadio Partenio-Lombardi e al teatro Gesualdo in occasione della promozione in serie B della squadra irpina.
Nel 2015 ha inciso e pubblicato su Youtube un video satirico intitolato "Una Gita all'Expo", riscrivendo il testo della sua canzone più famosa , ed ambientato all'Expo 2015.
Nel 2018 si è presentato alle Auditions di X Factor (Italia) (dodicesima edizione).
Vive a Rozzano, in provincia di Milano, e svolge la professione di avvocato patrocinante in Cassazione iscritto nel Consiglio dell'Ordine degli Avvocati di Milano.

## Discografia

### 33 giri
- 1981 - Avellino Express (Spaghetti Records, ZPLSR 34149)
- 2012 - Miti & Tabù (Lucky Planets, LKP 777)

### 45 giri
- 1973 - Io vendo tutto e compro il sole/E' soltanto illusione (First, FR 5015; inciso come Gargiulo)
- 1973 - Per quattro soldi/Maria la bella (Ariston Records, Ar 0598; inciso come Gargiulo)
- 1974 - Se questo fosse amore/Tua sorella (Ariston Records, Ar 0633; inciso come Gargiulo)
- 1975 - Ma che razza di amore/Se questo fosse amore (Ariston Records, Ar 0674; inciso come Gargiulo)
- 1976 - Napule more/M'arricordo (EMI Italiana, 3C006-18205)
- 1982 - Una gita sul Po/L'espresso delle 21 (Spaghetti Records, ZBSR 7290)
- 1988 - A Silvio/Ridi (Fonola, NP 2258)

### Compilation
- 1970 - Le canzoni dei cantautori (Ariston Records, AR 20120; contiene i brani del suo primo 45 giri, Io vendo tutto e compro il sole e È soltanto illusione)

## Le canzoni scritte da Gerardo Carmine Gargiulo per altri artisti
| Anno | Titolo                                | Autori del testo                              | Autori della musica                       | Interpreti                                            |
| ---- | ------------------------------------- | --------------------------------------------- | ----------------------------------------- | ----------------------------------------------------- |
| 1969 | Viva Bobby Joe                        | Gerardo Carmine Gargiulo                      | Eddie Grant                               | Rinaldo Ebasta                                        |
| 1969 | Farufaru                              | Gerardo Carmine Gargiulo                      | Gerardo Carmine Gargiulo                  | Rinaldo Ebasta                                        |
| 1970 | Ho veduto la vita                     | Gerardo Carmine Gargiulo                      | Corrado Conti e Gianni Argenio            | Anna Identici                                         |
| 1970 | Cosa c'è di speciale in te            | Gerardo Carmine Gargiulo                      | Gerardo Carmine Gargiulo                  | Paolo Mengoli                                         |
| 1971 | Io volevo diventare                   | Gerardo Carmine Gargiulo e Claudio Rocchi     | Gerardo Carmine Gargiulo                  | Giovanna (incisa l'anno successivo da Ornella Vanoni) |
| 1971 | Una corsa pazza (We are all the same) | Gerardo Carmine Gargiulo                      | Miller Anderson                           | Giovanna                                              |
| 1972 | Quanto eri bella, quanto eri pura     | Gerardo Carmine Gargiulo                      | Luciano Ricchi                            | Roberto Callegaro                                     |
| 1972 | Scacco al re                          | Italo Terzoli, Enrico Vaime e Cino Tortorella | Gerardo Carmine Gargiulo                  | Pane burro e marmellata                               |
| 1973 | Il fiume corre e l'acqua va           | Gerardo Carmine Gargiulo                      | Gianni Guarnieri e Luciano Ricchi         | Giovanna                                              |
| 1973 | Dolci fantasie                        | Gerardo Carmine Gargiulo                      | Luciano Ricchi                            | Giovanna                                              |
| 1973 | Cani e gatti                          | Gerardo Carmine Gargiulo                      | Gianni Guarnieri                          | Massimiliano Soccini                                  |
| 1974 | Dio che tutto puoi                    | Alessandro Colombini                          | Gerardo Carmine Gargiulo                  | Gilda Giuliani                                        |
| 1974 | Tempo di solitudine                   | Gerardo Carmine Gargiulo                      | Gerardo Carmine Gargiulo                  | Gilda Giuliani                                        |
| 1975 | Geronimo in Cadillac                  | Gerardo Carmine Gargiulo                      | Murphey e Quarto                          | Gilda Giuliani                                        |
| 1977 | Sono io                               | Gerardo Carmine Gargiulo                      | Alberto Anelli                            | Julio Iglesias                                        |
| 1978 | Ambiguità                             | Cristiano Malgioglio                          | Gerardo Carmine Gargiulo                  | Cristiano Malgioglio                                  |
| 1979 | Fresca fresca                         | Gerardo Carmine Gargiulo e Giuseppe Faiella   | Gerardo Carmine Gargiulo e Ciro Dammicco  | Peppino Di Capri                                      |
| 1980 | Vi amo tutti e due                    | Gerardo Carmine Gargiulo e Paolo Limiti       | Gerardo Carmine Gargiulo e Alberto Anelli | Giovanna (reinciso nel 2000 da Manuela Villa)         |
| 1990 | Stasera parliamo di donne             | G.C. Gargiulo - Toto Cutugno                  | G.C. Gargiulo - Toto Cutugno              | Toto Cutugno                                          |
| 2000 | Vai da lei                            | Gerardo Carmine Gargiulo e Paolo Limiti       | Gerardo Carmine Gargiulo e Alberto Anelli | Rita e Aris                                           |